# Convergencia de luchas
La convergencia de luchas (en francés: convergence des luttes) es un concepto surgido en el sindicalismo y los movimientos sociales de Francia para denotar la confluencia de distintos grupos con distintas reivindicaciones en un movimiento común.

## Definición y características
El politólogo Jérôme Fourquet, director del departamento de Opinión del Instituto Francés de Opinión Pública (IFOP), presenta la convergencia de luchas en estos términos: «Es necesario que amplias categorías de la población se reconozcan en el combate librado por otra categoría». Según la ministra francesa de Educación Superior, Frédérique Vidal, «es un eslogan y es un viejo sueño para algunos». Para el editorialista político francés Thomas Legrand, se trata de un «viejo sueño de esencia revolucionaria que surge en cada período de tensiones sociales»; sin embargo, «deberíamos hablar más bien de concomitancias de luchas que han hecho avanzar reivindicaciones dispersas, pero que nunca han logrado, al menos, en el siglo XX, un derrocamiento total del poder».
Un artículo de 2019 en Le Monde constató un aumento de la contestación social y una aglomeración de movimientos sociales en países tan diversos como Argelia, el Líbano, Irak, Hong Kong, Sudán, Chile y Ecuador, entre otros. En estos países, frente a un aumento de la desigualdad y a la pérdida de confianza en el sistema político, la población se manifiesta en las calles para reclamar cambios sociales. El punto de partida a menudo está ligado a un acontecimiento aparentemente de escasa importancia (el impuesto a WhatsApp en el Líbano, el alza del precio del metro en Santiago de Chile, la eliminación de subvenciones públicas a los carburantes en Ecuador) o a una decisión simbólicamente perturbadora por parte de las autoridades (un nuevo mandato previsto por Abdelaziz Bouteflika en Argelia, un texto de ley de extradición a China en Hong Kong...), con efecto mariposa. Se crea así un movimiento, a menudo al margen de los partidos y sindicatos tradicionales, y sin un verdadero portavoz.

## Historia

### En Francia
A lo largo del siglo XX, el concepto de «convergencia de luchas» ha estado presente en numerosos editoriales de prensa.
La llegada al poder en mayo de 1936 del Frente Popular, una coalición de partidos, representó una «convergencia de luchas» entre el poder político y una parte de la población que aspiraba a un cambio político y social de la sociedad.
Los acontecimientos de mayo de 1968 empezaron con el movimiento estudiantil, seguido de cerca por una huelga de trabajadores. Desde muy temprano, los periodistas de investigación evocaron la convergencia de luchas entre estos diferentes movimientos. Estudiantes, campesinos y obreros desfilaron juntos en varias manifestaciones a lo largo del país, las cuales fueron cubiertas en varios reportajes televisivos.
En el siglo XXI, se retomó el concepto en la cobertura de prensa de varios movimientos sociales, como el de la Noche en Pie (Nuit debout), iniciado en primavera de 2016, que reunió múltiples categorías socioprofesionales, el movimiento de los chalecos amarillos (Gilets jaunes), nacido a finales de 2018, y la protesta social contra la reforma de las pensiones de finales de 2019.

### En otros países
El movimiento español del 15-M, nombrado así por haber surgido en Madrid el 15 de mayo de 2011 del descontento social tras la crisis económica, pronto se especializó en corrientes denominadas mareas, representadas por distintos colores y enfocadas en luchas concretas, como la marea verde (educación), la blanca (sanidad) y la granate (emigración), a las que también se sumaron otros movimientos como los yayoflautas (pensiones de jubilación) o la Plataforma de Afectados por la Hipoteca.